# L'Oiseau bleu (conte)
Pour les articles homonymes, voir Oiseau bleu (homonymie).
L'Oiseau bleu est un conte de fées français en prose de Marie-Catherine d'Aulnoy, publié en 1697 et racontant l'histoire d'amour de la princesse Florine et du roi Charmant, transformé en oiseau bleu. Ce conte est contemporain des contes de Perrault. 
Une traduction en anglais, intitulée The Blue Bird, ouvre The Green Fairy Book, troisième volume des Fairy Books d'Andrew Lang (1892).

## Classification et analogies
La classification Aarne-Thompson-Uther, qui regroupe les contes populaires par contes-types, range L'Oiseau bleu sous la rubrique AT 432 (« Le Prince en oiseau »). Dans le catalogue français, ce conte donne son nom au conte-type AT 432, « L'Oiseau bleu ». Les folkloristes français Paul Delarue et Marie-Louise Tenèze ont noté que dans le conte, l'héroïne soudoie sa belle-sœur avec des objets précieux pour lui permettre d'accéder à Charmant. Ce motif n'apparaît pas dans d'autres variantes orales du même type, mais il apparaît comme un épisode de type AT 425A « Le Fiancé animal ».
Le Lai d'Yonec et La Plume de Finist-Clair-Faucon (Пёрышко Финиста ясна сокола) appartiennent également à la rubrique AT 432.
Paul Delarue et Marie-Louise Tenèze signalent dans Le Conte populaire français que ce conte est surtout répandu dans la tradition orale méditerranéenne, et que les seules versions orales recueillies en France semblent être dérivées de la version de Madame d'Aulnoy, diffusée par la littérature de colportage. Toutefois certains éléments se trouvent déjà dans Le lai d'Yonec de Marie de France au XIIe siècle.

## Adaptation
Les personnages de la princesse Florine et de l'Oiseau bleu apparaissent entre autres dans le ballet La Belle au bois dormant de Marius Petipa et Tchaïkovski.